# Église Notre-Dame de Beaumont-sur-Sarthe
Pour les articles homonymes, voir Église Notre-Dame.
L'église Notre-Dame est une église catholique située à Beaumont-sur-Sarthe, en France.

## Localisation
L'église est située dans le département français de la Sarthe, au centre du bourg de Beaumont-sur-Sarthe.

## Historique
La porte romane sur la façade meridionale est la partie la plus ancienne de l'église et est inscrite au titre des monuments historiques depuis le 6 janvier 1926. Le bas-côté nord date du XVIe siècle. Pour réaliser  un agrandissement du chœur, l'orientation de l'église a été changée au XVIIe siècle.

## Architecture
L'église comporte une double nef. La porte romane, sculptée avec motifs en dents de scie et masques, est murée et une petite porte y est ouverte. Trois statues ornent la façade principale.

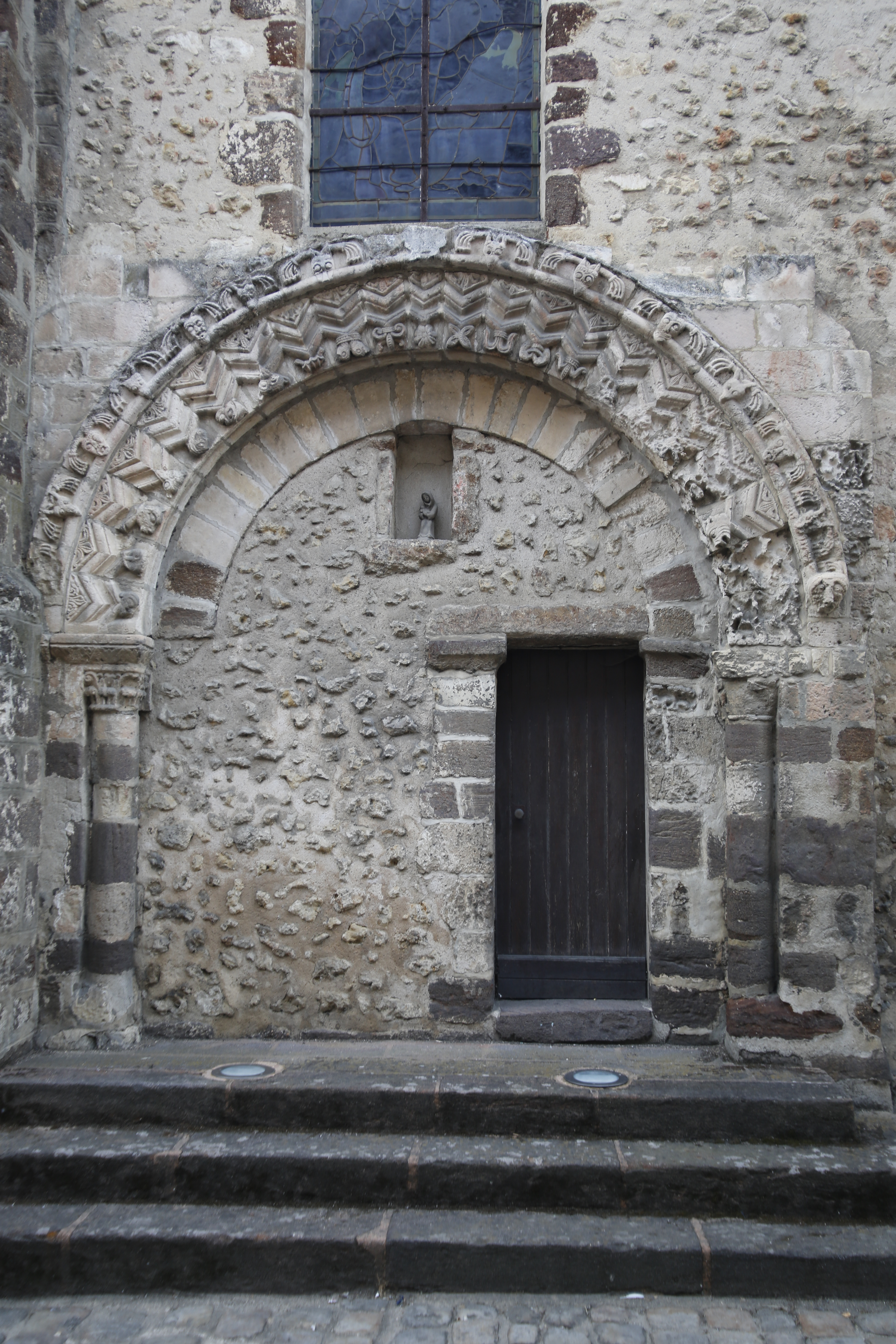
La porte romane inscrite.
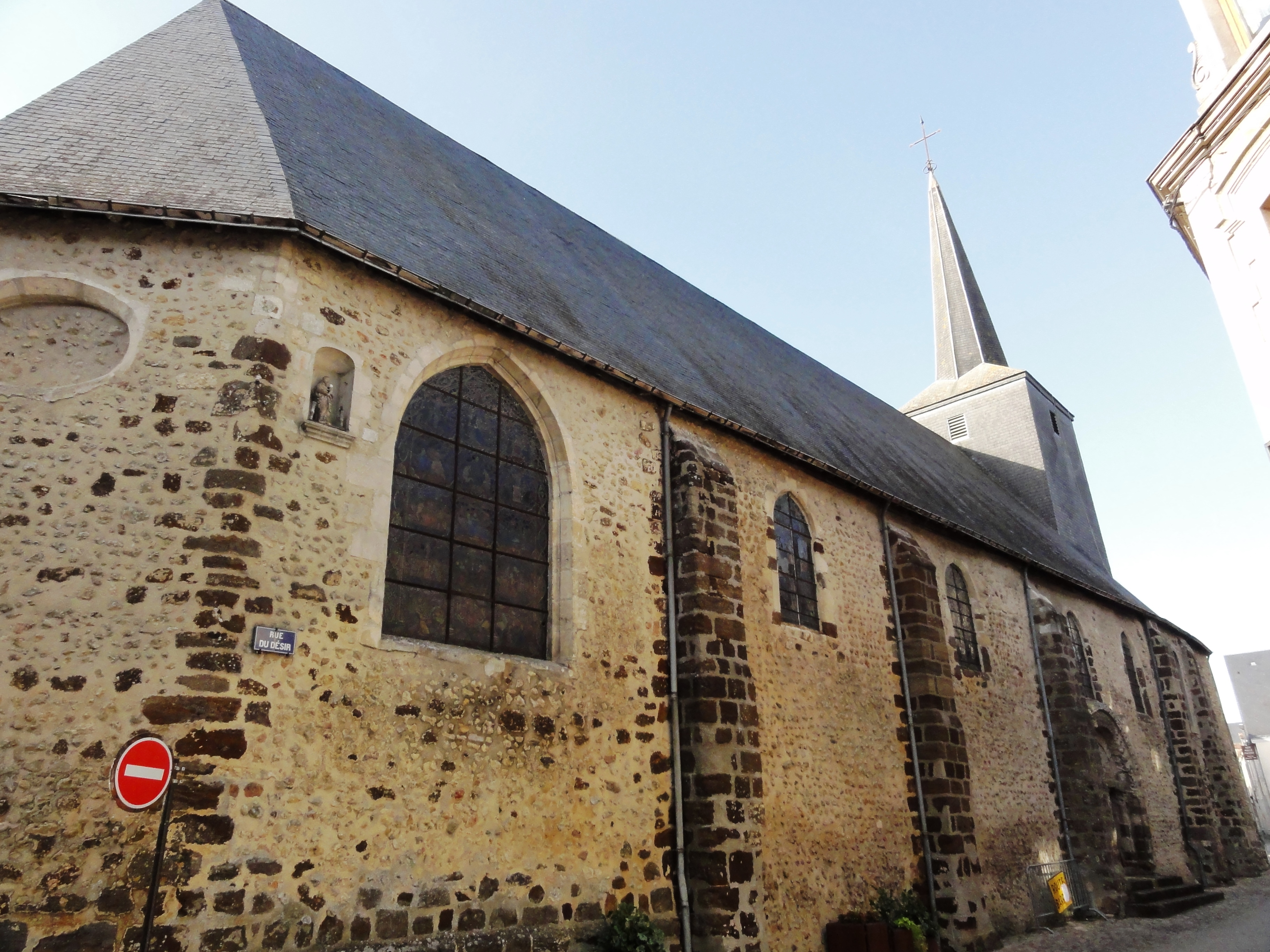
La façade sud avec la porte romane.
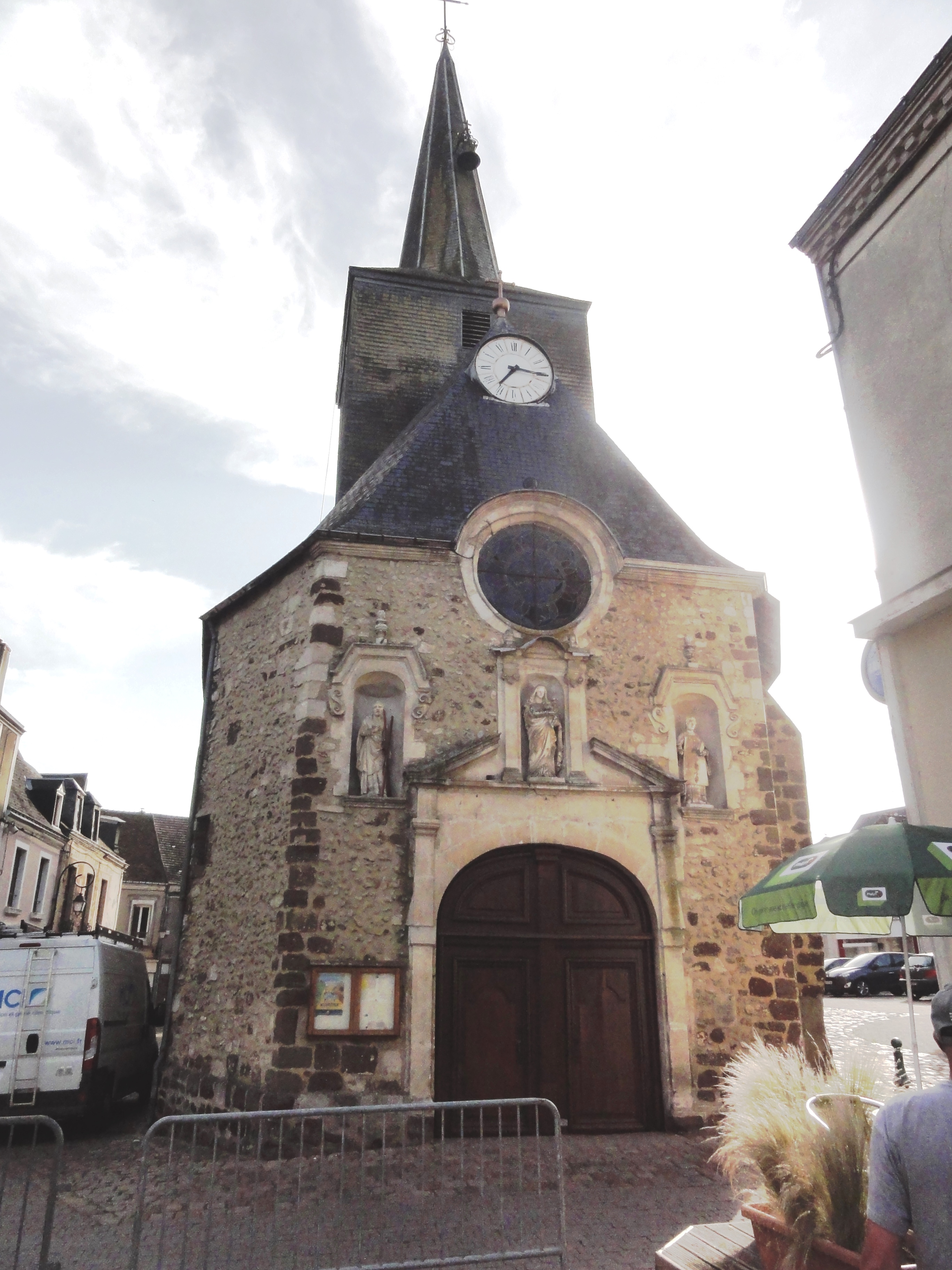
La façade est décorée de trois statues, et l'entrée principale actuelle.
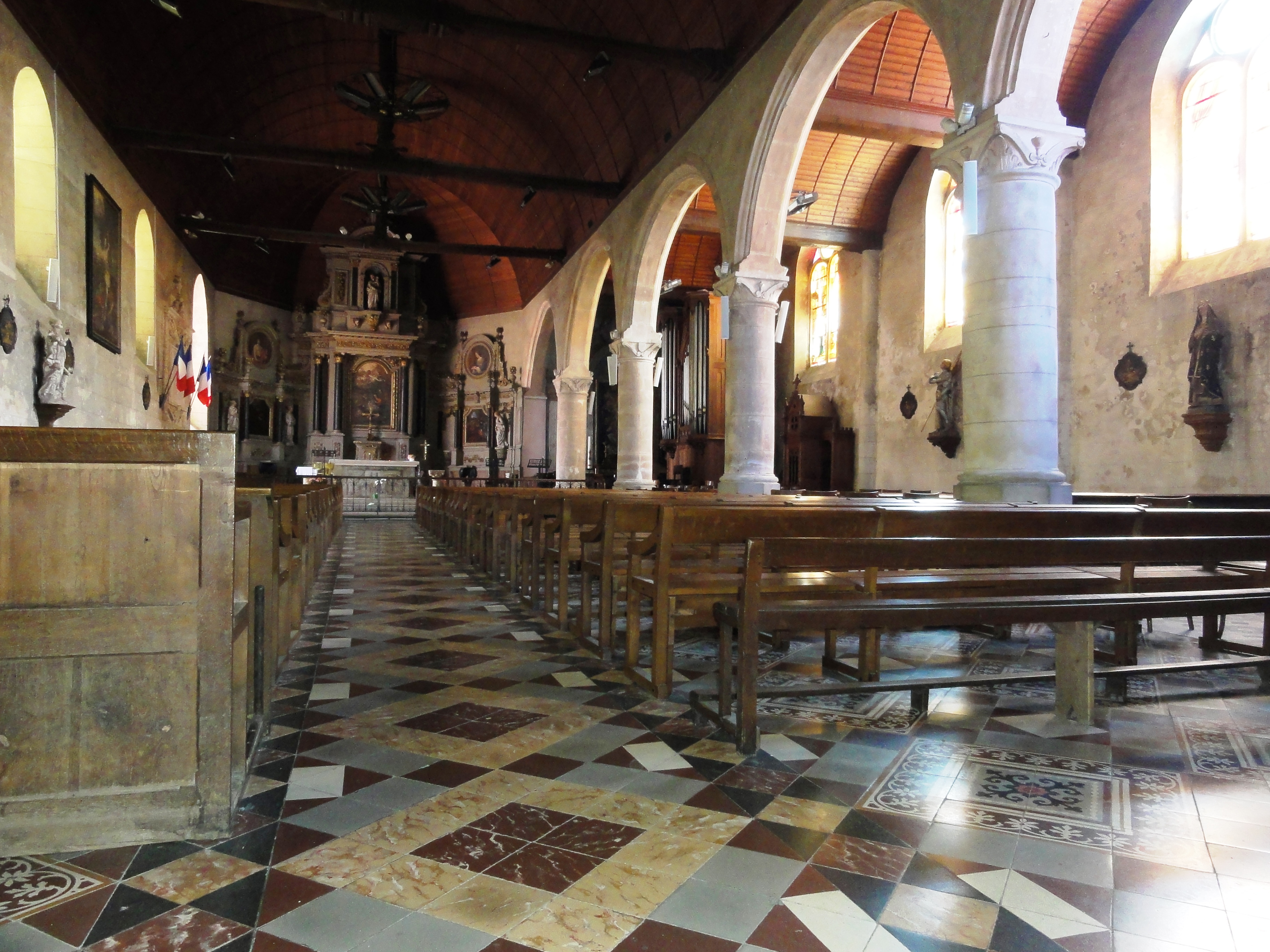
Intérieur : La nef et le bas-côté nord.
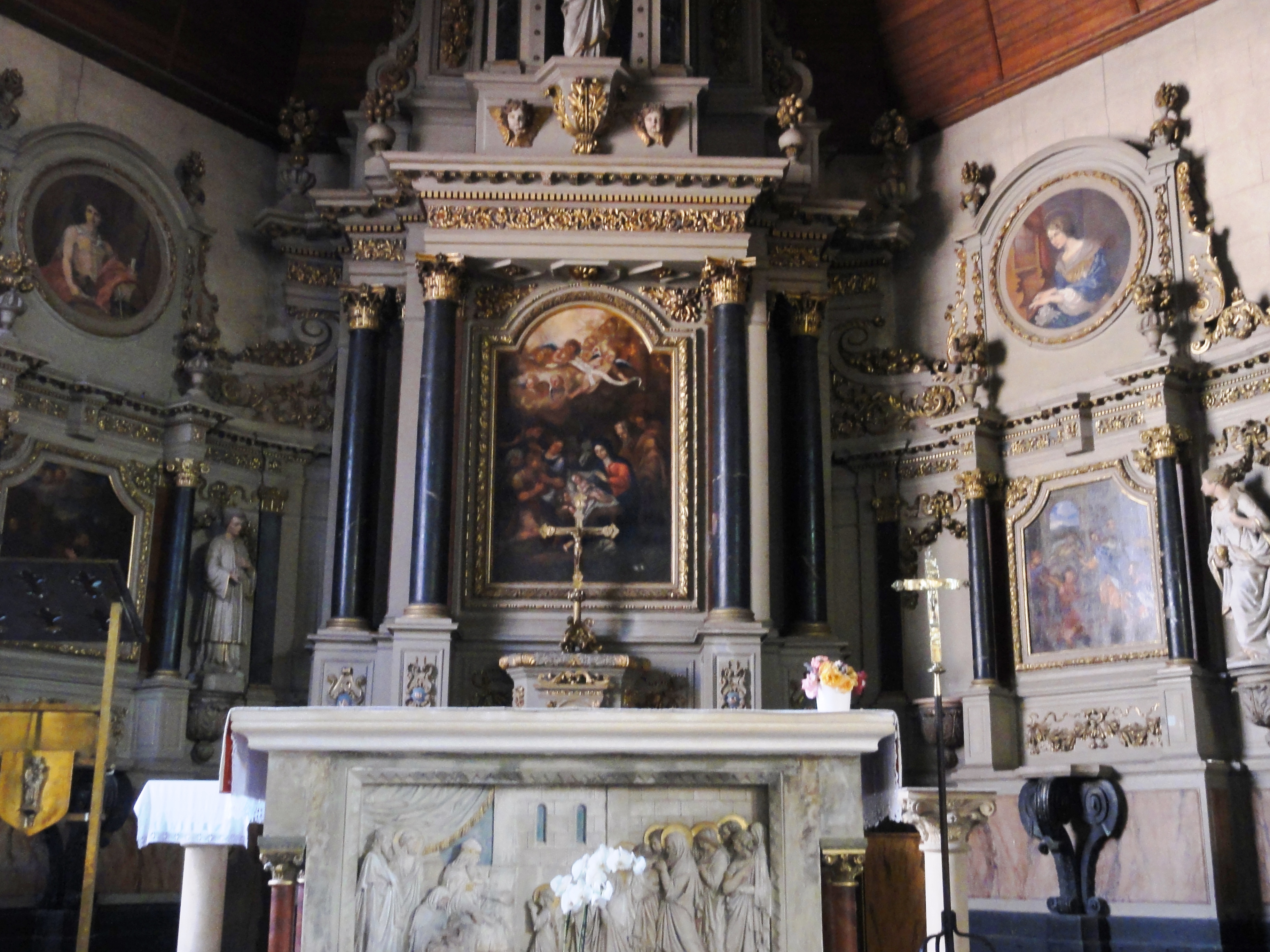
Intérieur: le chœur avec maitre-autel et le retable(inscrit[3]).

## Mobilier
Plusieurs objets et statues sont classés ou inscrits comme objet monument historique dans la base Palissy parmi lesquels le retable du maître-autel, deux tableaux, un lutrin, les fonts baptismaux, deux bénitiers, et une série de sculptures. 

### Galerie de sculptures

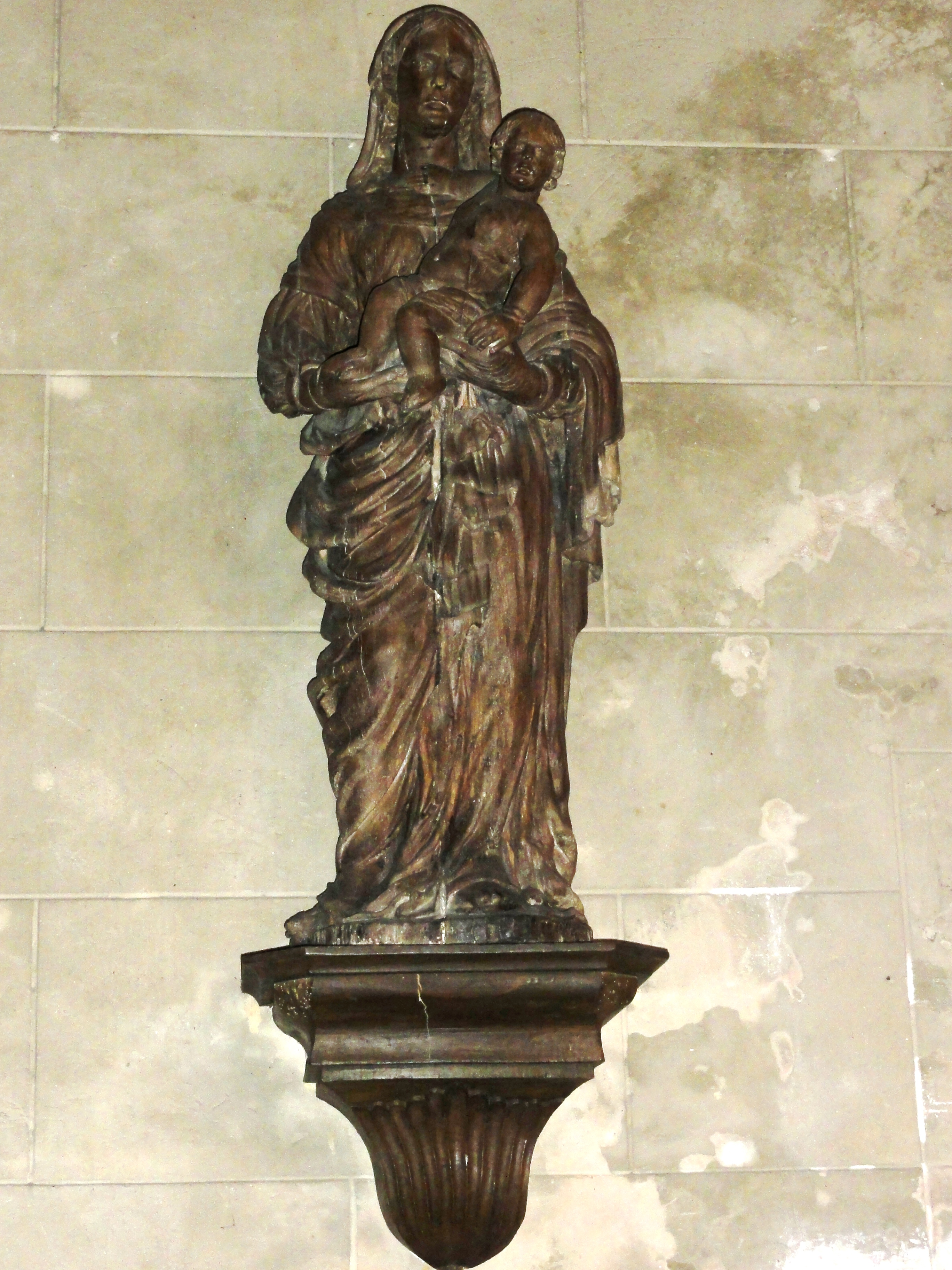
Vierge à l'Enfant[5].
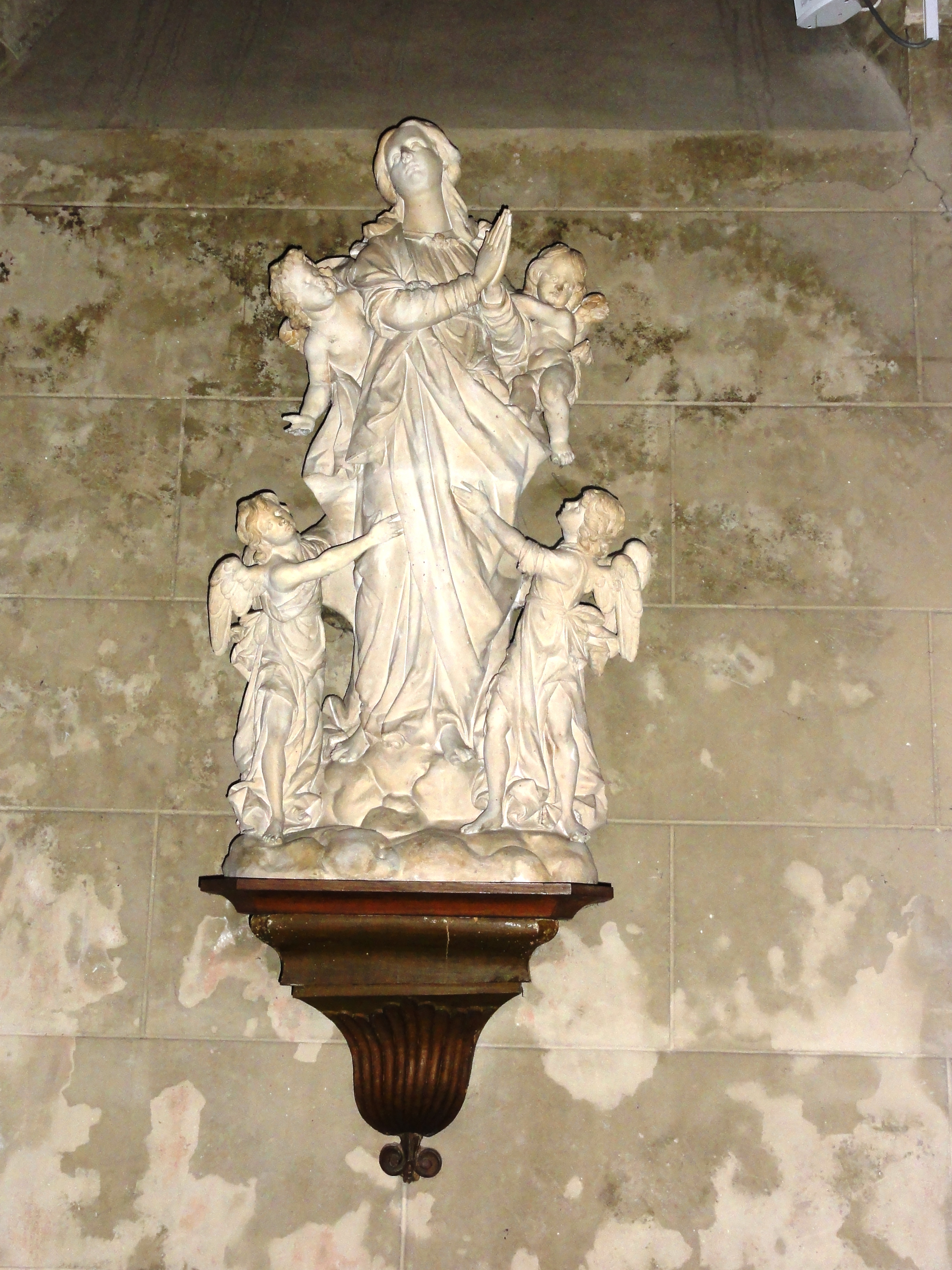
L'Assomption de la Vierge[6].
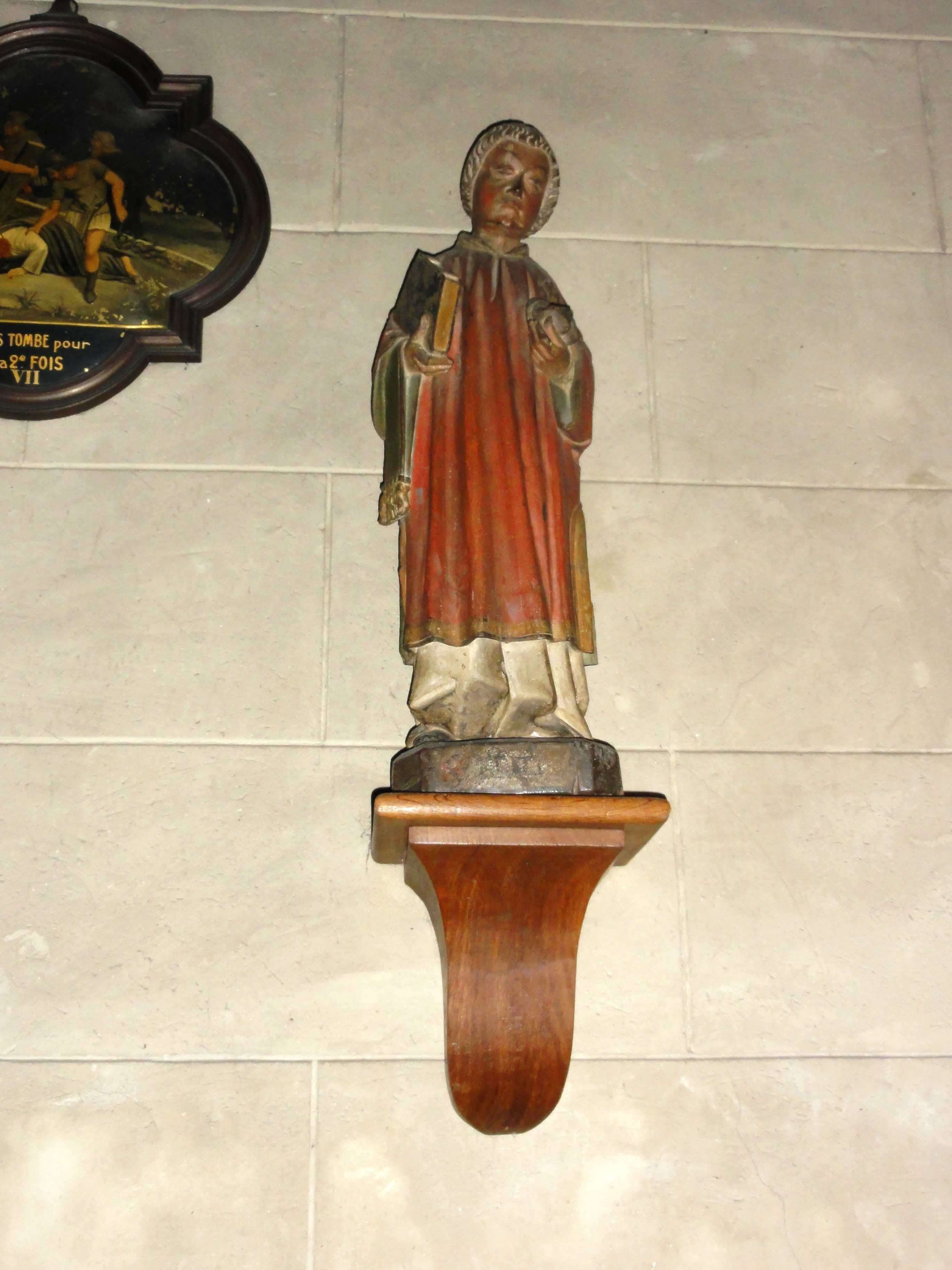
Saint Rémi[7].
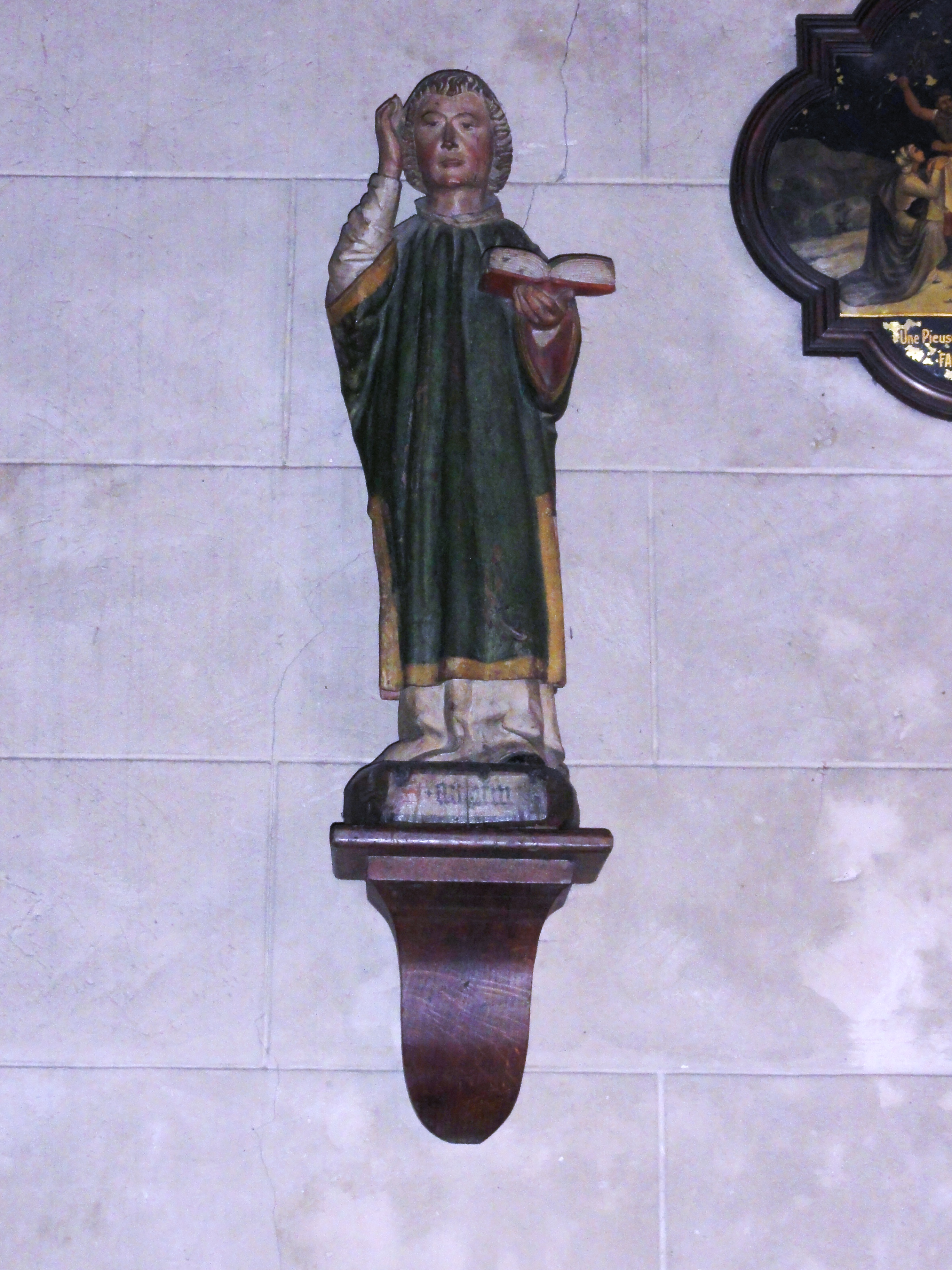
Saint Avertin[8].
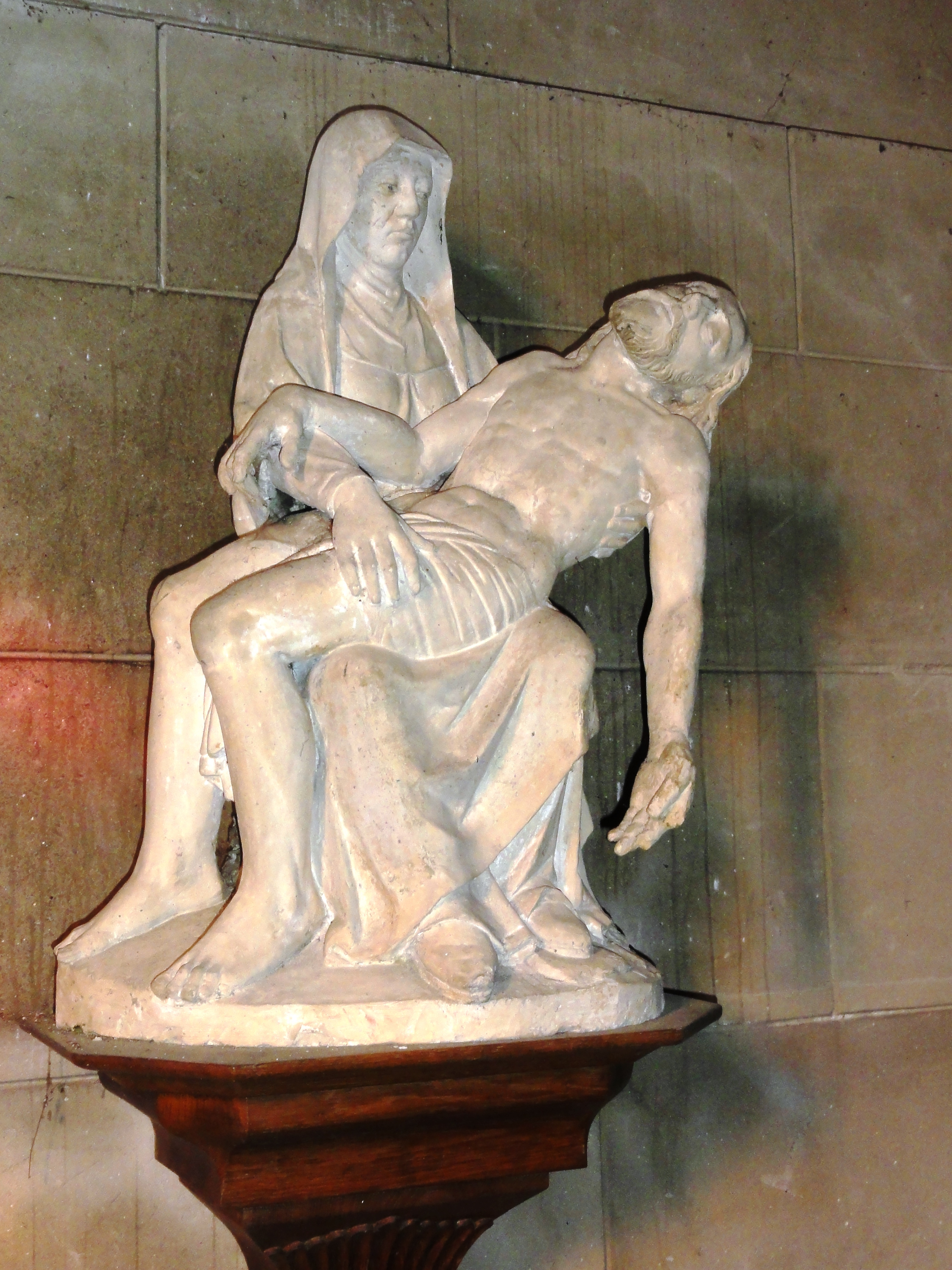
Vierge de Pitié[9].
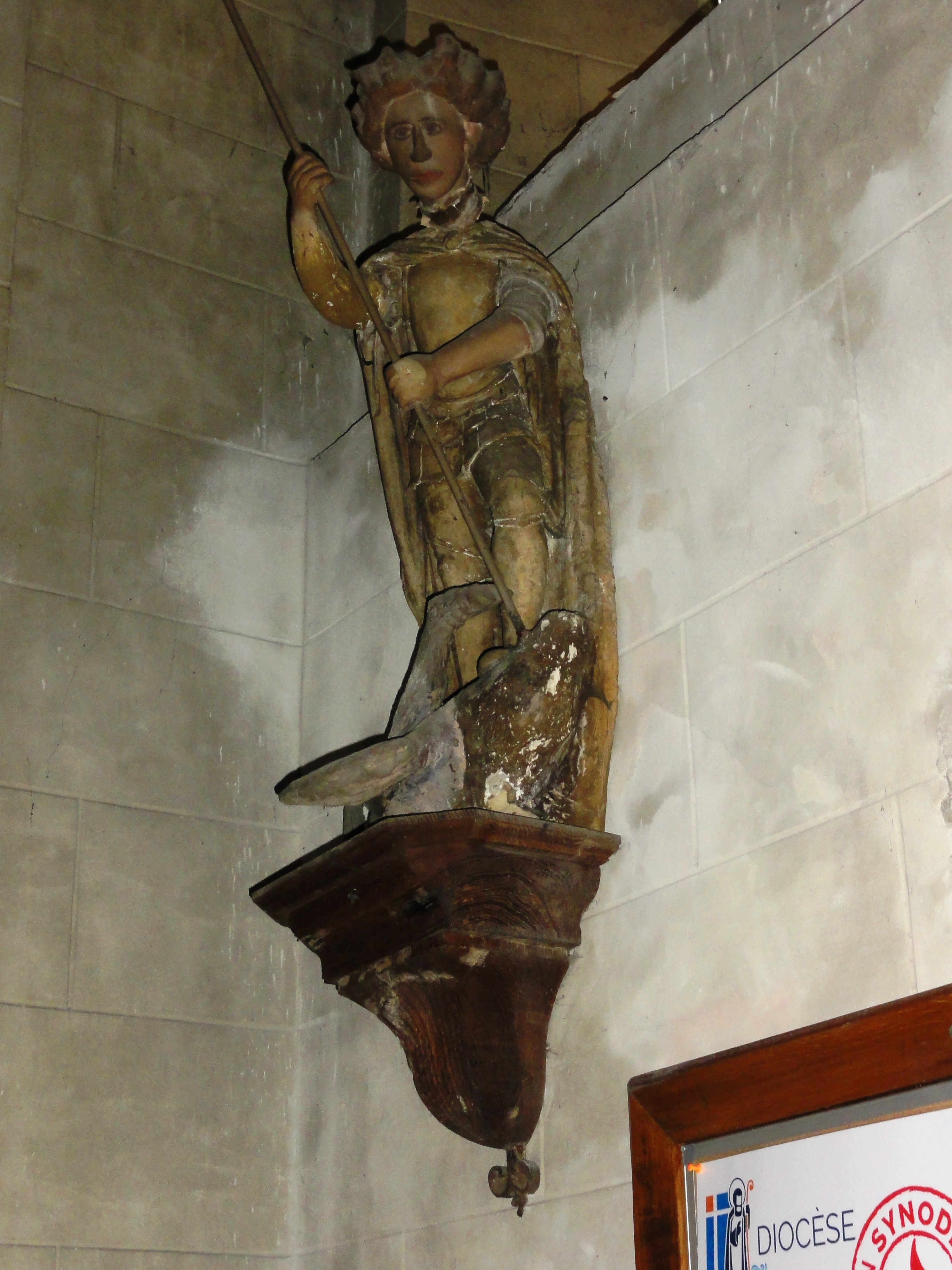
Saint Michel terrassant le dragon[10].
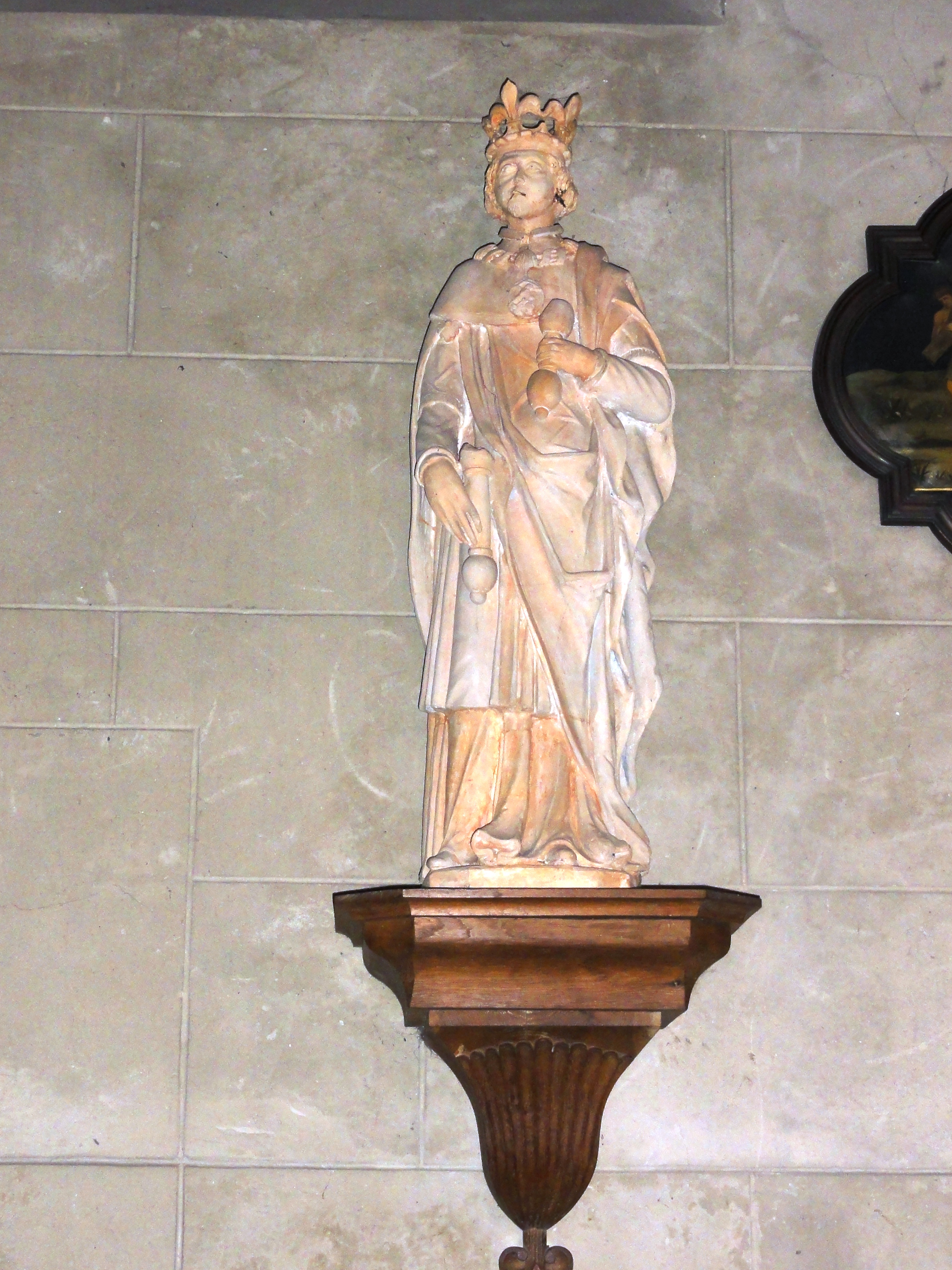
Saint Louis roi[11].
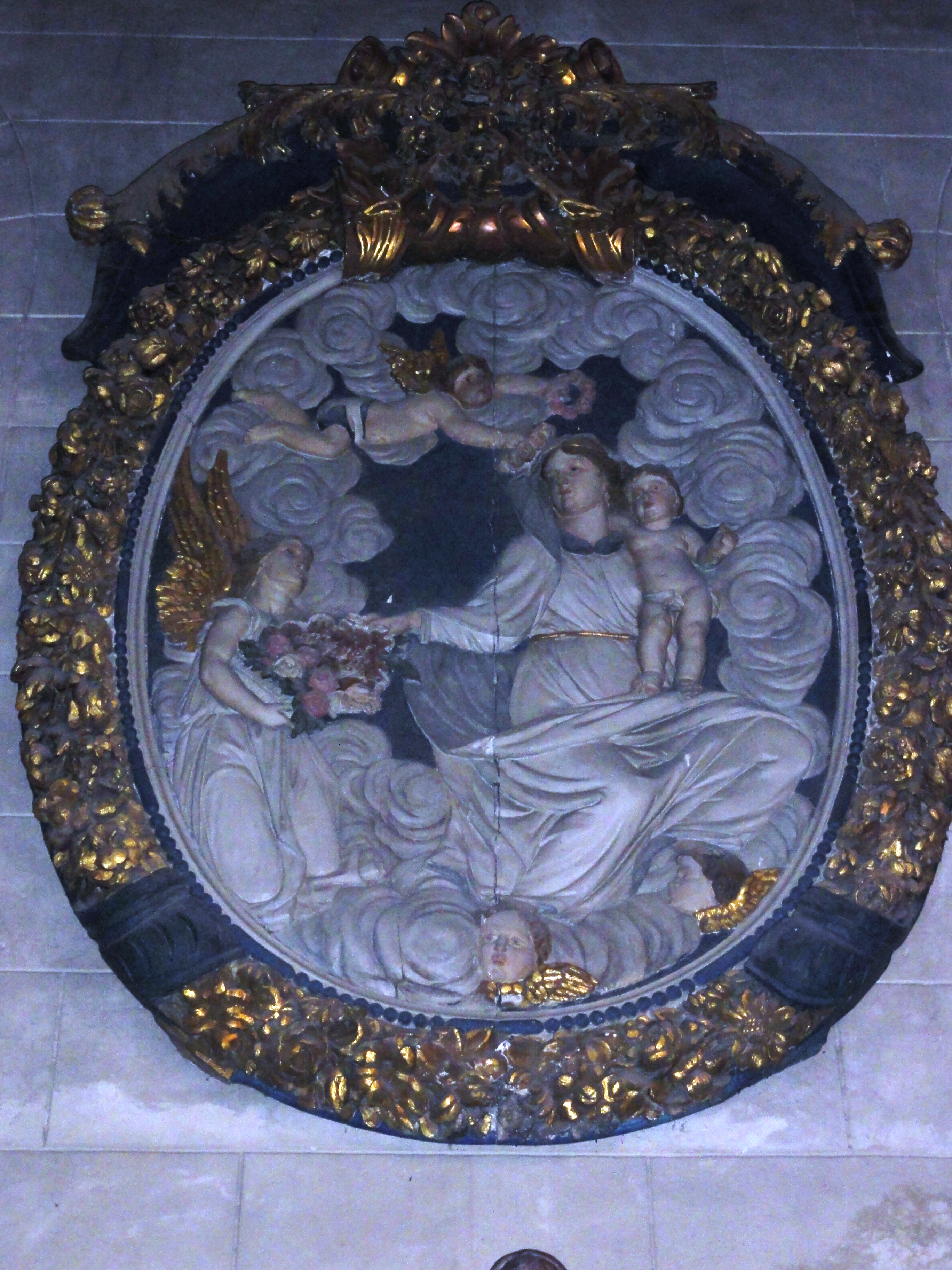
Vierge du rosaire (bas-relief)[12].